# Национални парк Пинд
Национални парк Пинд (грч. Εθνικός Δρυμός Πίνδου, познат и као Валиа Калда (што означава Топлу долину на цинцарском језику) је национални парк који се налази у континенталном делу Грчке, смештен у изолованом планинском подручју, а покрива територију Западне Македоније и Периферији Епир, у северноистинчом делу планинског подручја Пинд. Основан је 1996. године и површине је 69,27 km². Зона парка обухвата највећи део долине Валиа Калда и падине околних врхова.

Парк се налази на надморској висини од 1076 до 2177 m и и карактеришу га густе шуме црног бора и европске букве, стеновити гребени, неколико планинских врхова преко 2000 m, струје ветрова и планинска језера. Подручје припада ширем екорегиону мешовитих шума Пинд планине и представља део планинског подручја Пинд. Овај парк увршћен је у еколошку мрежу Натура 2000 заштићених подручја и једно је од три места у Грчкој у којој је настањена популација медведа.

## Клима и географија
Клима у парку је планинска и варира у зависности од висине и положаја. Годишњи просек падавина креће се од 1000 до 1800 mm, а средња месечна температура варира од 0,9 °C у јануару, до 21,4 °C у јуну месецу.
Национални парк Пинд простире се кроз округ Гребен и округ Јањина, западно од града Мецовон и близу села Вовуса, Периволи и Милеа. У границама заштићеног подручја нема насеља нити објеката.
Неколико планинских врхова у оквиру националног парка прелази висину од 2000 m, као што су : Авго (2177 м), Какоплеври (2160 м), Флега (2159 м), Триа Синора (2050 м) и Афтиа (2082). Планински врхови парка садрже велики број биљних врста.

## Флора
Парк је основан 1966. године и сматра се једним од најважнијих заштићених подручја за одржавање планинског биодиверзитета и интегритета екосистема на националном нивоу. Шуме црног бора и европске букве покривају мале и средње надморске висине од 1000 до 1600 m, а нека дрвећа стара су више од 700 година.
На вишим надморским висинама од 1600 до 1900 m налазе се шуме мунике, док се у највишим пределима националног парка од 1900 до 2177 m налази само неколико врста жбунастих биљака, на алпским тундрама. На сувом подручју и на доњим деловима долине највише су распрострањени шимшир, док је Abies borisii-regis настањена у пиндским шумама.
У парку је укупно распрострањено 415 врста биљака, као и 86 врста гљива. Постоји неколико врста које су ендемске на простору Балканског полуострва, као што су шарени каранфил и Allium breviradum, као и врста које су ендемске за простор северне и централне Грчке као што је Centaurea vlachorum. У доњим деловима националног парка преовлађује Minuartia, Bornmuellera tymphaea, Campanula, Viola dukadjinica и Silene pindicola. Места са највећом концентрацијом ретких биљака су северне падине врхова Афтиа, Флега и Капетан Клеиди. Сва горенаведена подручја су веома стрма и неприступачна животињама, па је вегетација сачувана, са великим бројем ендемских врста биљака.

## Фауна
Национални парк Пинд је једна од три области у Грчкој у којој живи популација евроазијског мрког медведа., а ово подручје познато је још и као медвеђи парк.
Од осталих великих сисара на простору парка настањени су и рисеви, јелени и дивље мачке. Поред њих на простору парка током целе године присутни су вукови, куне белице, дивље свиње и европске веверице.
 Стрма и подручија букове шуме настањује ендемска врста на Балканском полуострву, дивокоза. Густина насељености дивокоза је између 3-5 и чак 20 појединаца на 100 хектара у зависности од продуктивности станишта. Три мале реке које се налазе на подручју парка имају врло чисту воду и добро су очувано станиште видре.
На подручју парка пописано је пет врста слепих мишева, а најчешћа врста је Nyctalys noctula. Пописано је 80 врста птица, са чак 10 ретких врста које укључују орла крсташа, сурог орла, краткопрстог копца и крашког сокола, што указује на орнитолошки значај подручја. Једна од ређих птица пронађених у парку је планинска ушата шева, која настањује алпске ливаде, као и велики сврачак, који у лето мигрира из Африке. У густим шумама парка преовлађују врсте као што су планински детлић, средњи детлић, мали детлић и црна жуна.

## Управљање парком
Од 2003. године парк је под управним надзором Администрације Северни Пинд. Овај орган је одговоран за еколошко управљање много већим регионом који обухвата осам заштићених подручја у Грчкој, а такође је део Натура 2000, програма Европске уније који има за циљ заштиту угрожених станишта и врста широм Европе.
Администрација Северни Пинд, заједно са локалном шумарском службом, одговорна је за регулисање људских активности и очување еколошке вредности заштићеног подручја. Међутим, до сада овај циљ остаје неодређен, због недостатка стручности и науке базираног плана управљања. Стога постоји велика потреба да се спроведу истраживања усмерена на очување, која се могу директно превести у практичне предлоге за управљање.
Језгро националног парка проглашено је за зону биогенетске резерве од стране Европског савета, а у парку је забрањен лов, риболов и присуство моторних возила.
Највеће катастрофе у парку десиле су се током шумских пожара, које су створили узгајивачи стоке, да би створили ливаде за испашу. Ови пожари уништили су делове шума. Од шездесетих година прошлог века пожара у парку није било, због побољшаних заштитних мера, отворања шумских путева и постављања пострачнице у близини планинског врха Авго.
Потенцијална претња националном парку је државна иницијатива за преусмерење реке Аркоудореме за изградњу хидроелектране. Овај план би угрозио парк тиме што би велики део шумског подручја преплавила вода, што би резултирало смањењем језгра националног парка. Друга опасног прети од неколико малих јединица за производњу угља, које се налазе на периферији националног парка.

## Рекреација и туризам
Национални парк Пинд се сматра једним од најмање посећених и најмање познатих националних паркова у Европи и није означен са главних путева у региону. Област нуди могућности за планинарење путевима који су у добром стању, осим у зимском периоду. Парку се најбоље може приступити са севера, из села Периволи, док је и стаза са западне стране, у близини села Милија. Стаза за пењање досеже скоро до врха Мавровони на висини од 1950 m. Према локалном законодавству, сакупљање било које врсте организама није дозвољена, док се камповање и боравак у језгру парка након смираја дана забрањује. Активности попут кајака и рафтинга захтевају посебну дозволу од локалног шумарства.

## Галерија
- Планински предели парка
- Језеро у парку
- Водопад у парку
- Љиљан који расте на вишим надморским висинама парка
- Језеро Флега